# اسکای‌ورکس
اسکای‌ورکس (انگلیسی: Skyworks) شرکت الکترونیک آمریکایی است، که در سال ۲۰۰۲ تأسیس شد.